# Kosmos 2373
Kosmos 2373, ruski kartografski izviđački satelit iz programa Kosmos. Vrste je Jantar-1KFT (Kometa br. 20).
Lansiran je 29. rujna 2000. godine u 09:30 s kozmodroma Bajkonura (Tjuratam) u Rusiji. Lansiran je u nisku orbitu oko planeta Zemlje raketom nosačem Sojuz-U 11A511U. Orbita mu je bila 211 km u perigeju i 285 km u apogeju. Orbitna inklinacija bila mu je 70,34°. Spacetrackov kataloški broj je 26552. COSPARova oznaka je 2000-058-A. Zemlju je obilazio u 89,46 minuta. 
Bio je predviđen za kružiti oko Zemlje 60-ak dana tijekom čega je trebao spustiti na Zemlju kapsule s filmovima. 
Sletio je na Zemlju 14. studenoga 2000. godine. Jedan dio kružio je također u niskoj orbiti i vratio se u atmosferu nešto ranije.

## Vanjske poveznice
- N2YO.com Search Satellite Database
- Celes Trak SATCAT Format Documentation (engl.)
- Kunstman  Arhivirana inačica izvorne stranice od 12. kolovoza 2019. (Wayback Machine) Satellites in Orbit (engl.)